# Vônei Aparecido de Oliveira
Vônei Aparecido de Oliveira, ou simplesmente Vônei (Américo de Campos, 20 de outubro de 1967) é um ex-futebolista brasileiro que atuava como atacante.

## Carreira
Foi artilheiro do Campeonato Paulista de 1990 pela Ferroviária, com 12 gols.
Chegou ao Guarani em 1990, comprado junto à Ferroviária por US$ 300 mil.
Em 1991, foi vice-campeão da Série B e promovido à Série A com o Guarani, sendo um dos artilheiros do time com 7 gols.
Foi para o Atlético-MG em 1992, em uma negociação que envolveu a ida de Edu Lima para o time de Campinas. No Galo, marcou 8 gols em 22 jogos e foi campeão da Copa Conmebol de 1992.
Do time de Belo Horizonte, foi para o Ituano.
Em 1994, voltou à Ferroviária, onde garantiu o acesso à Série B com o vice-campeonato da Série C, perdendo o título para o Novorizontino.

### Títulos
- Atlético-MG

Copa Conmebol: 1992

#### Individuais
Artilharia do Campeonato Paulista: 1990 (12 gols)